# Journalist

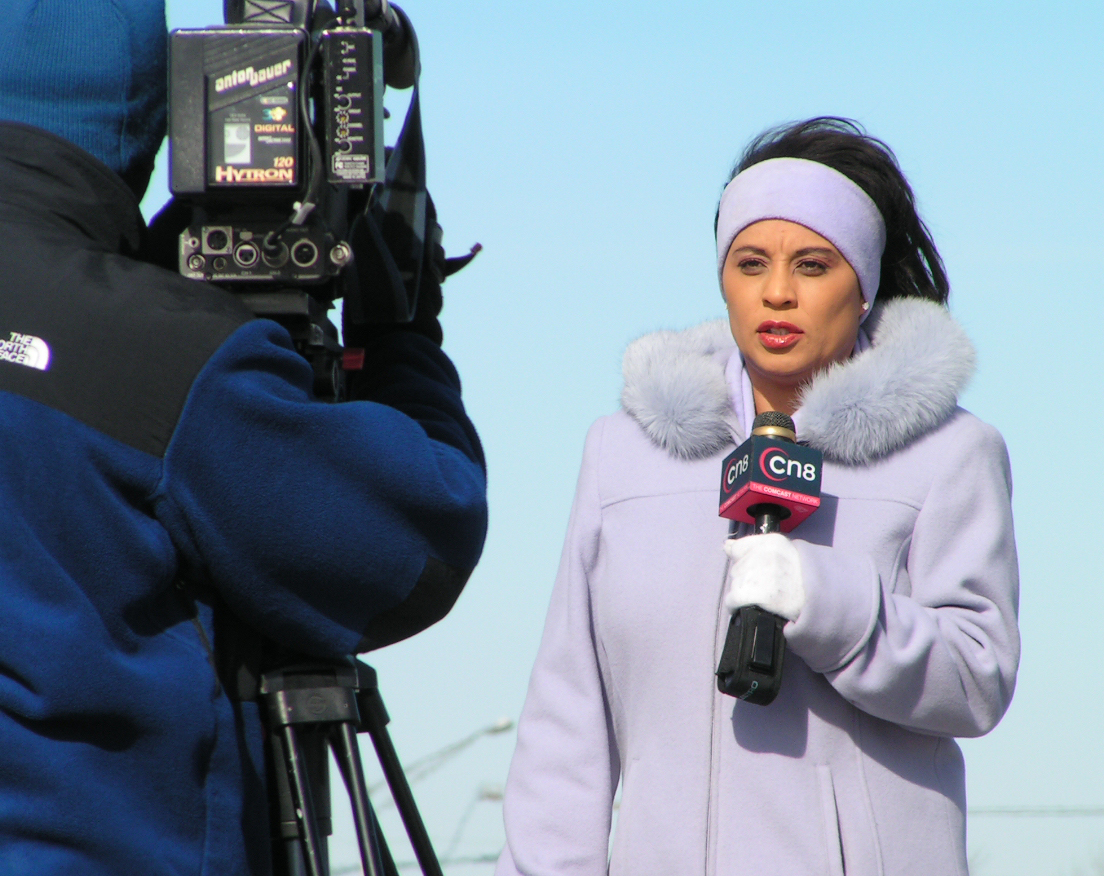
Een journaliste voor de camera tijdens een milieuramp

Een journalist of journaliste is een beroepsbeoefenaar die nieuwsfeiten verzamelt over recente gebeurtenissen van algemeen belang, die deze feiten onderzoekt of analyseert en daarover publiceert in een actueel (nieuws)medium. Deze activiteit wordt journalistiek genoemd, een woord dat is afgeleid van het Franse journal, wat dagboek of later dagblad betekent.
Journalisten wensen te beschikken over een wettelijk erkend verschoningsrecht. Ook kan journalistieke bronbescherming nodig zijn. In Nederland is dit sinds 1 oktober 2018 bij wet geregeld. In sommige landen is het beroep van journalist niet zonder risico’s: in autoritair bestuurde landen werden journalisten meermaals veroordeeld tot gevangenisstraffen. Zelfs hun leven kan in gevaar zijn, ook in Europese landen: zo werd in 2017 de Maltese Daphne Caruana Galizia vermoord, en in 2018 de Slovaak Ján Kuciak.

## Voorwaarden

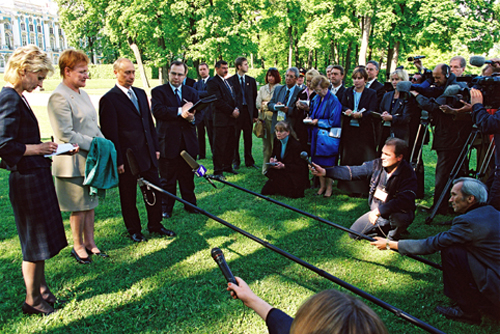
De pers met Vladimir Poetin

Iedereen die journalistiek als beroep heeft kan zich in Nederland en België journalist noemen, ongeacht met welk communicatiemiddel hij of zij werkt en of het bezoldigd gebeurt of niet. Daar staat tegenover dat veel organisaties, waaronder de overheid bepaalde eisen aan journalisten stellen, willen zij aanspraak kunnen maken op bijzondere (pers-)faciliteiten. Zo'n eis kan zijn het bezit van een politieperskaart of een andere perskaart voor toelating tot een rampgebied. Sommige organisaties eisen accreditatie alvorens journalisten worden toegelaten tot bijvoorbeeld de perstribune van het parlement. Ook journalistenvakbonden zoals in Nederland de Nederlandse Vereniging van Journalisten, stellen eisen aan de toelating van nieuwe leden.
In bepaalde gevallen wil men net géén journalist zijn, om niet gebonden te zijn aan beperkingen en regels die voor journalisten gelden. Voorbeelden zijn Karl Vannieuwkerke.

## Positie
Het werk van een verslaggever wordt door een redacteur of eindredacteur gecontroleerd en zo nodig bewerkt voordat het wordt gepubliceerd. Elk medium heeft hiervoor zijn eigen systematiek. Op veel kleinere krantenredacties vallen de functies verslaggever en redacteur vaak samen. De eindverantwoordelijkheid over de gehele journalistieke inhoud van de publicatie valt onder een hoofdredacteur; de eindredacteur is meestal degene die de actueel uitgebrachte editie goedkeurt.

## Beroepsorganisaties

### In Nederland
Elk artikel dat geproduceerd is door een journalist kan getoetst worden door een externe min of meer onafhankelijke commissie.
In Nederland gebeurt dat door de Raad voor de Journalistiek. Iedereen die zich door een artikel benadeeld voelt, kan zich tot deze raad wenden. De raad heeft echter geen dwingende middelen om te straffen.
De Nederlandse Vereniging van Journalisten NVJ is een belangenorganisatie voor Nederlandse journalisten.

### In België
De titel journalist is in België niet beschermd, iedereen mag zich in België 'journalist' noemen zonder strafbaar te zijn. Enkel de titel van beroepsjournalist is wettelijk beschermd. De Algemene Vereniging van Beroepsjournalisten (AVBB) is op federaal niveau is bevoegd om via de Erkenningscommissie en de Commissie van Beroep de deontologie (erkende titel) van de beroepsjournalist te bewaken en perskaarten af te leveren of weer in te trekken. Nederlandstalige journalisten kunnen terecht bij de Vlaamse Vereniging van Journalisten (VVJ), Franstalige bij de Association des journalistes professionnels.
De wetgever heeft in een wet van 30 december 1963 de titel ingevoerd om professionele journalisten specifieke faciliteiten te geven en aannemelijke werkvoorwaarden realiseren om hun werk uit te voeren. Enkel wie sinds twee jaar zijn (hoofd)beroep maakt van journalistiek, en dit in een medium dat algemene berichtgeving verstrekt, maakt aanspraak op de titel. Professionele journalisten die voor de gespecialiseerde media of vakpers werken, maken aanspraak op een eigen titel: die van journalist van beroep. Hun belangenorganisatie, de Vereniging van Journalisten van de Periodieke Pers, ging medio 2016 op in de VVJ.
Bij betwistingen kunnen Nederlandstalige beroepsjournalisten in België een beroep doen op de Raad voor de Journalistiek.
Daarnaast bestaat in België nog de Vlaamse Journalisten Vereniging (VJV), die uit 1965 dateert en onderdeel uitmaakt van de Vlaamse Beweging. Deze vereniging geeft een eigen perskaart uit, die echter geen officiële status heeft. De VJV is met name sterk vertegenwoordigd onder journalisten die hun vak parttime of als nevenbetrekking uitoefenen.

## Opleiding

### In Nederland
In Nederland kan men een hbo-studie journalistiek volgen in Rotterdam, Zwolle, Tilburg, Utrecht, Ede of Amsterdam. In Amsterdam heet de opleiding Nieuws en Media. Hoewel bij het merendeel een studieduur geldt van vier jaar, kunnen studenten aan de Rotterdamse, Edese, Utrechtse en Zwolse hbo-opleidingen journalistiek in drie jaar afstuderen door de 'versnelde route' te kiezen.
Na afronding van deze bachelor opleiding verkrijgt men de internationaal herkenbare graad Bachelor of Journalism (BJ). Tegenwoordig is het in Nederland ook mogelijk om een universitaire vervolgstudie te doen in journalistiek aan de Erasmus Universiteit Rotterdam, de Universiteit van Amsterdam, de Vrije Universiteit Amsterdam, de Universiteit Leiden, de Universiteit Utrecht of de Rijksuniversiteit Groningen, alle leidende tot de universitaire graad Master of Arts (MA). Ook een aantal hogescholen in Nederland bieden vervolgopleidingen aan, maar dan leidende tot de professionele Master of Journalism (MJ). Deze masterstudies waren eerder al in andere landen mogelijk.

### In België
In Vlaanderen bestaat sinds de invoering van de bachelor-masterstructuur een Bachelor in de Journalistiek aan de hogescholen van Antwerpen, Brussel, Mechelen, Hasselt, Gent en Kortrijk. Een driejarige studie dus.
Een Master in de journalistiek bestaat enkel aan deLessius Hogeschool, de VLEKHO en de Erasmushogeschool. Deze studie is enkel toegankelijk voor academische bachelors en masters. Studenten met een professionele bachelor journalistiek moeten een schakeljaar volgen om aan deze master te mogen beginnen. De Universiteit Gent biedt binnen de opleiding tot Master in de communicatiewetenschappen een afstudeerrichting journalistiek aan.
De oudste opleiding journalistiek is die van de Vrije Universiteit Brussel (VUB). Ze bestaat al sinds het jaar 2000 en maakte eerst als voortgezette opleiding deel uit van de Erasmus Hogeschool Brussel om dan vanaf 2014 als masteropleiding aan de VUB verder te gaan.
Ook communicatiewetenschappelijke opleidingen die niet uitdrukkelijk focussen op journalistiek kunnen gezien worden als een goede voorbereiding op het beroep. Hetzelfde geldt voor een opleiding tot Bachelor in de toegepaste communicatie. Meer algemeen is elke hogere opleiding waarin taalvaardigheid en algemene ontwikkeling ruim aan bod komen een goede voorbereiding op het beroep van journalist. Veel journalisten zijn bijvoorbeeld germanist, romanist of historicus van opleiding.

## Soorten journalisten
Journalisten kunnen worden getypeerd naar medium: 'schrijvende pers', foto, televisie, radio, internet. Ook kan een onderscheid gemaakt worden naar werkwijze of functie, en naar onderwerp of specialisatie.
Een indeling op basis van journalistieke functies op een redactie:
- commentatoren;
- eindredacteuren;
- hoofdredacteuren.
- onderzoeksjournalisten, die meestal langer lopende projecten hebben;
- persfotografen;
- presentatoren (bij radio en tv);
- redacteuren;
- verslaggevers van het nieuws;

Daarnaast een indeling op basis van specialisaties op bepaalde gebieden, zoals bedrijfsjournalist, financiën en economie, kunst, misdaad, muziek, politiek (binnen- en buitenlands), regio, sport, wetenschap, etc. Ook kan er een opdeling gemaakt tussen het type medium: radio, televisie, podcast, vlogger.